# Dominic Storey

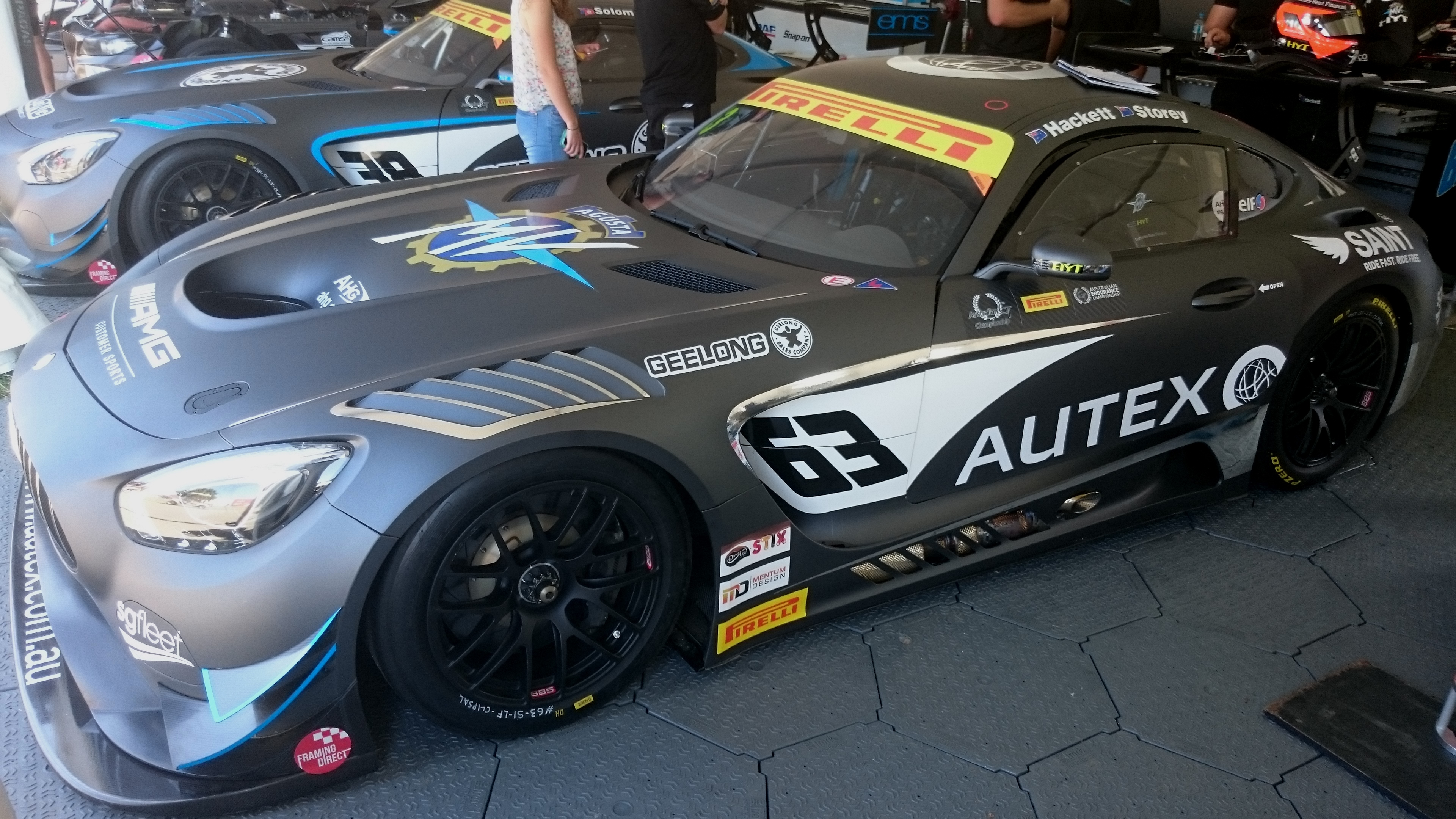
Ein Mercedes AMG GT3, gefahren von Dominic Storey

Dominic Storey (* 15. Oktober 1989) ist ein neuseeländischer Rennfahrer.

## Karriere
Storey begann seine Motorsportkarriere wie die meisten Rennfahrer im Kartsport. 2006 wechselt er in den Formelsport und wurde Fünfter in der asiatischen Formel BMW. 2007 folgten nur einzelne Starts. Storey startete zu drei Rennen der Toyota Racing Series, der höchsten Monoposto-Serie in Neuseeland, sowie zu zwei Rennen der britischen Formel BMW. 2008 absolvierte er die komplette Saison der Toyota Racing Series. Mit einem Podest-Platz schloss er die Saison auf dem siebten Gesamtrang ab. Nachdem er bereits 2008 zwei Gaststarts in der westeuropäischen Formel Renault absolviert hatte, trat er 2009 im europäischen Formelsport an. Allerdings erhielt er kein Cockpit für eine komplette Saison in einer Meisterschaft. Er absolvierte die jeweils ersten vier Rennen der westeuropäischen Formel Renault und des Formel Renault 2.0 Eurocups. Anschließend nahm er noch an einem Rennwochenende der britischen Formel-3-Meisterschaft teil.
Nachdem Storey 2010 in keiner Rennserie angetreten war, kehrte er 2011 in den Rennsport zurück und trat am ersten Rennwochenende für Pons Racing in der Formel Renault 3.5 an. Anschließend wechselte Storey in die GP3-Serie, in der er in der Saison 2011 ein Cockpit beim Addax Team erhielt. Nach dem zweiten Rennwochenende verlor er allerdings auch in dieser Serie sein Cockpit.

## Karrierestationen
| - 2006: Asiatische Formel BMW (Platz 5) - 2007: Toyota Racing Series (Platz 20) - 2007: Britische Formel BMW (Platz 21) | - 2008: Toyota Racing Series (Platz 7) - 2009: Formel Renault 2.0 Eurocup (Platz 26) - 2009: Westeuropäische Formel Renault (Platz 14) | - 2009: Britische Formel 3 (Platz 21) - 2011: GP3-Serie (Platz 37) - 2011: Formel Renault 3.5 (Platz 35) |